# Edsbyn
Edsbyn ist ein Ort (tätort) in der schwedischen Provinz Gävleborgs län und der historischen Provinz Hälsingland. Er liegt 30 Kilometer westlich von Bollnäs am Fluss Voxnan und ist der Hauptort der Gemeinde Ovanåker. Edsbyn ist ein Industrieort mit dem Schwerpunkt in der Möbelindustrie.

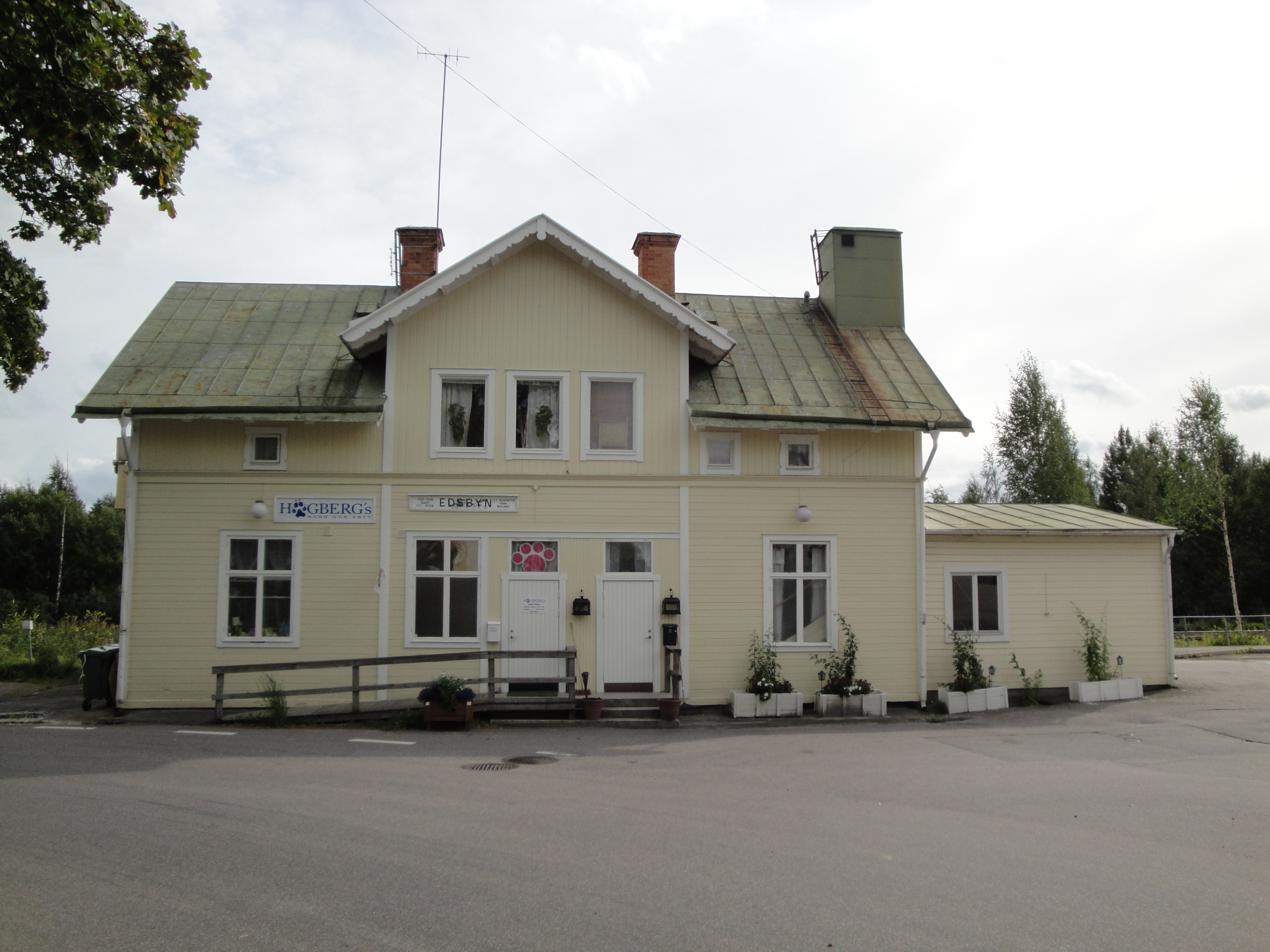
Edsbyn, Bahnhof

Die Bandymannschaft des Ortes, Edsbyns IF, spielt schon seit 60 Jahren in der höchsten schwedischen Klasse Bandyallsvenskan und konnte siebenmal den Landesmeistertitel gewinnen.
Der Spieleentwickler Markus Persson, der durch das beliebte Videospiel Minecraft bekannt geworden ist, verbrachte seine Kindheit in Edsbyn.

## Persönlichkeiten
- Göran Järvefelt (1947–1989), Regisseur und Schauspieler